# Опи, Джулиан
Джулиан Опи (англ. Julian Opie, род. 1958) — британский художник и скульптор движения Новая британская скульптура.

## Творчество
Опи появился как влиятельная фигура на британской арт-сцене 1980-х годов, создав серию раскрашенных металлических скульптур, в которых смешались свободно раскрашенные изображения со стальными формами.
По завершении учёбы, в 1983 году он начал работать с листовой сталью, которую он формировал в различные геометрические фигуры, соединял и раскрашивал в цвета. Первая выставка его работ также была в 1983 году в галерее Lisson в Лондоне. В 1995 году он получил Sargant Fellowship в Британских школах в Риме и 1995/96 грант Ателье Кальдеры в Саше, Франция.

обложка сборника «Blur: The Best Of» рок-группы Blur

В своей серии портретов, начатой в 1997 году, он использует компьютерную программу, чтобы уменьшить черты лица с черными контурами, не теряя характерной индивидуальности изображенного человека. Популярным примером таких портретов является дизайн обложки альбома британской группы Blur (Best of Blur). Характерные черты лица людей кажутся более отчетливыми благодаря поразительному упрощению. Он получил награду CADS Music Week за лучшую иллюстрацию «Best of Blur».
В более поздних работах Опи вводит движение. Это Киера (2002) или Брайан Ходьба (2004) показывают минималистские фигуры, которые находятся в постоянном движении и все же не движутся. Для этой работы художник работает с большими плоскими экранами или дисплеями, на которых компьютерные анимации показывают постоянное плавное движение. Сюрреалистический эффект проистекает из отсутствия пространства презентации, которое имеет единственную пространственную привязку к границе дисплеев.
Анимация Линдси говорит (2004) использует язык в качестве нового элемента дизайна. Схематическое изображение людей в картине и анимации можно понимать как преобразование людей в «продукты». В 2005 году рок-группа U2 показала в своем туре Vertigo— ходячего человека в качестве светодиода в своем сценическом шоу.

## Стиль
Стиль Джулиана Опи весьма своеобразен и выражается в создании цифровых изображений с четкими черными контурами и пространством внутри, заполненном простыми цветами. Его творчество носит черты минимализма и поп-арта, а также сходно с искусством создания рекламных щитов, комиксов и японских ксилографий. Опи использует широчайший набор материалов и технологий, среди которых — трафаретная печать, винил, жидкокристаллические дисплеи, светодиоды и линзы. При этом художник продолжает расширять границы «традиционной» художественной практики.
Портреты и анимированные ходячие фигуры, выполненные с минимальными деталями в черных линиях, являются отличительными чертами стиля художника.

### Некоторые работы художника

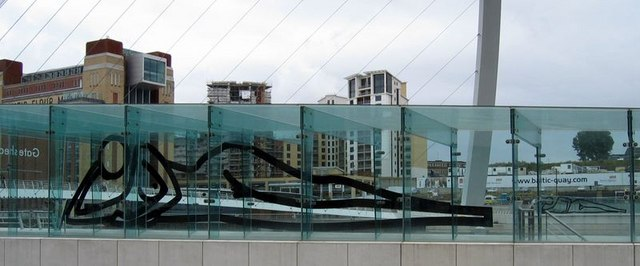
Мост тысячелетия в Гейтсхеде, «Лежащая обнаженная» — часть балтийской выставки Джулиана Опи
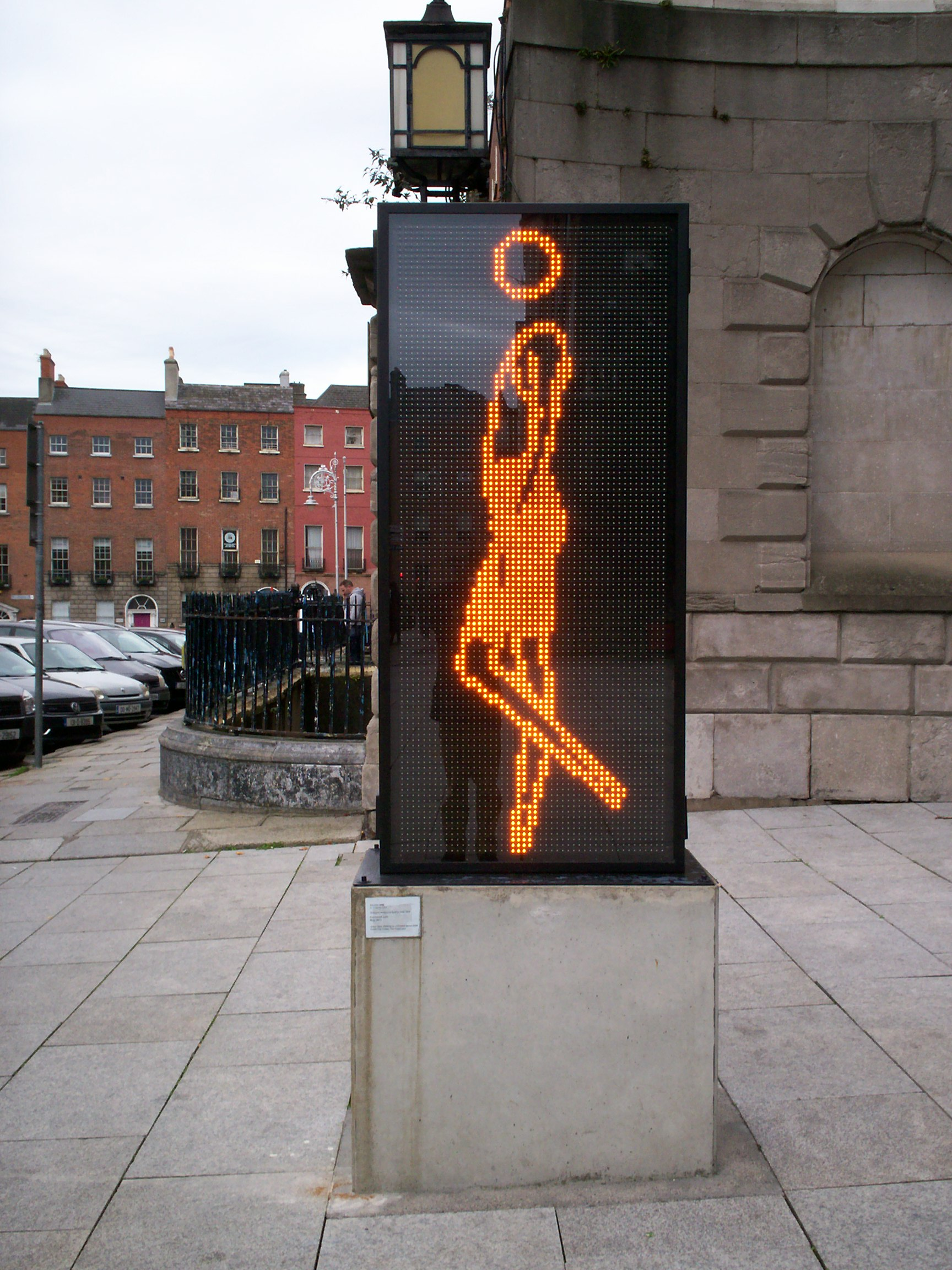
«Сюзанна, идущая в кожаной юбке». Двусторонний анимированный светодиодный дисплей за галереей Хью Лейн, 2006

### Проект «Сбежавшие животные», Дублин, Май 2011

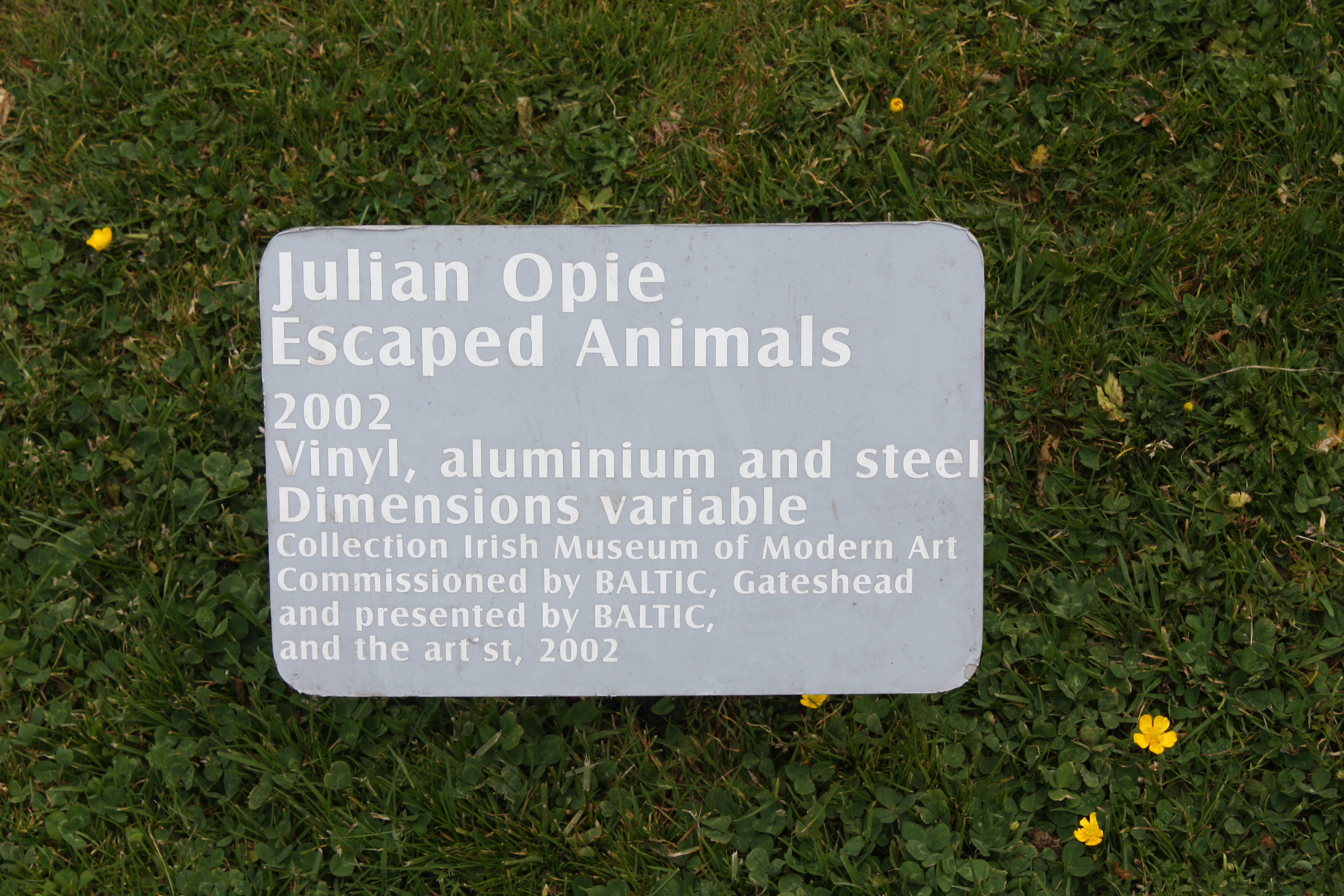
Табличка о проекте «Сбежавшие животные», Дублин, Май 2011
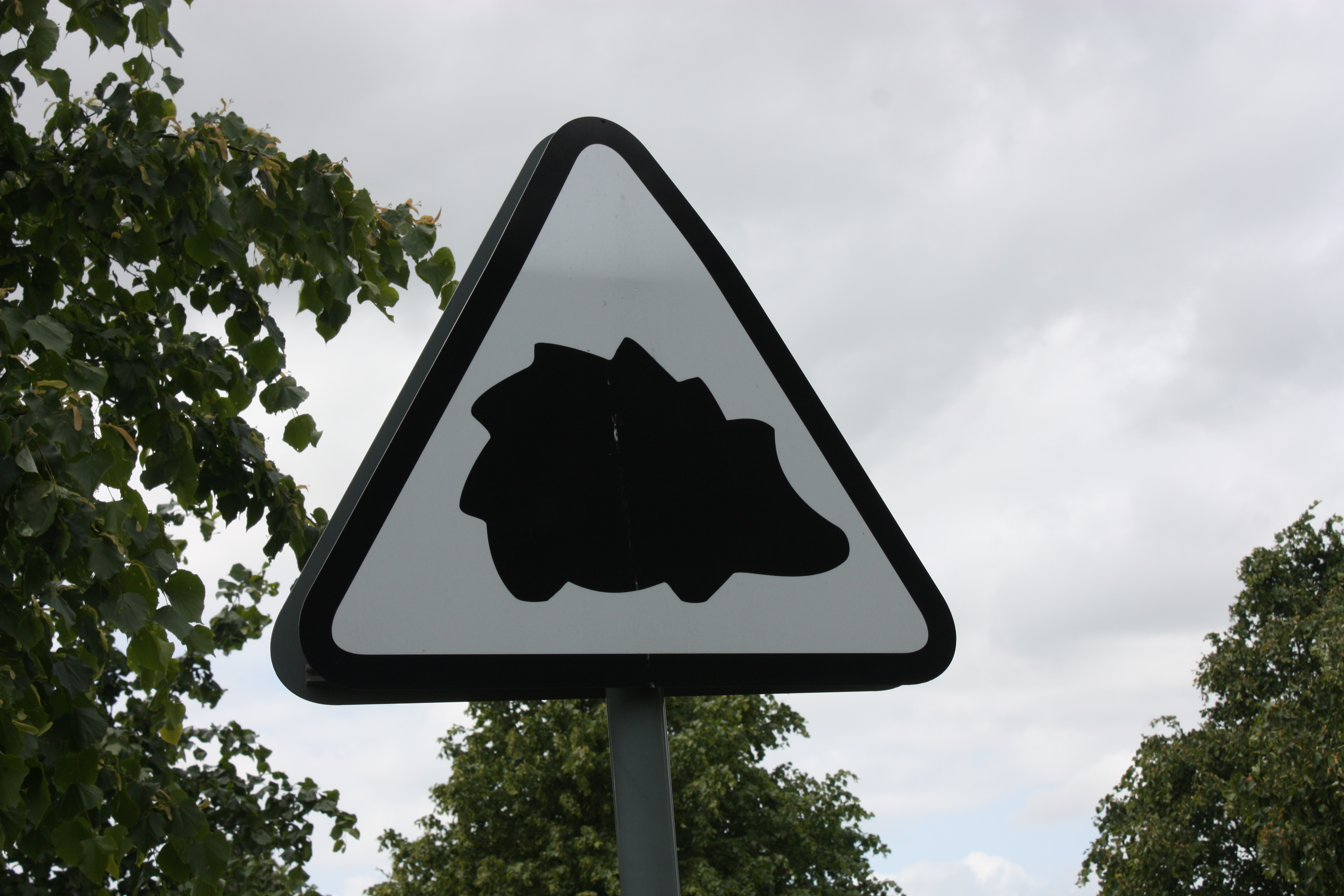
Ёж
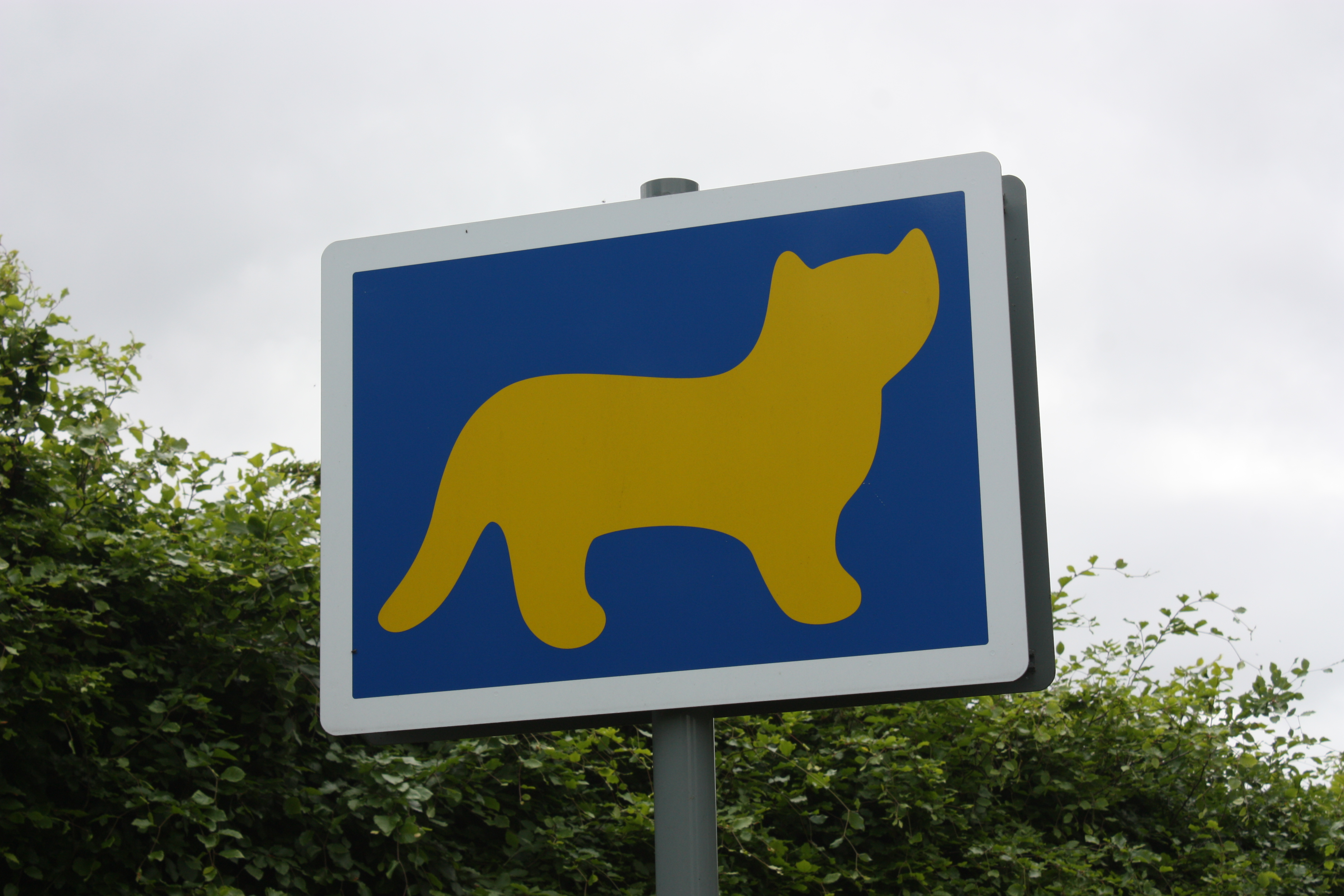
Кошка
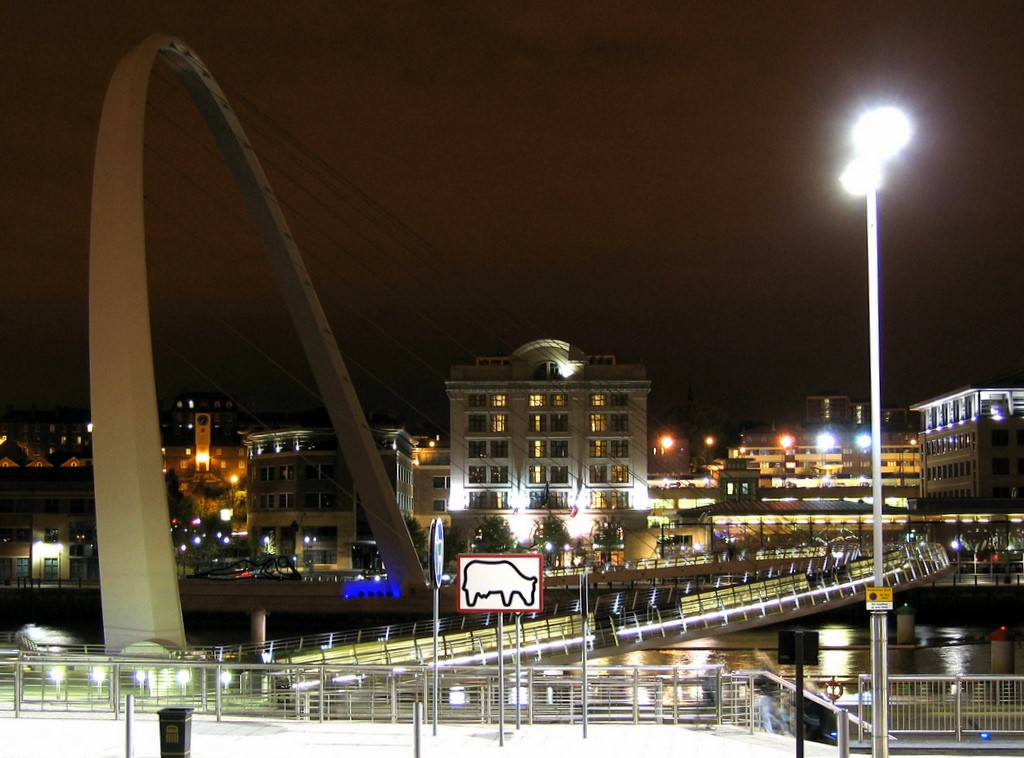
Корова
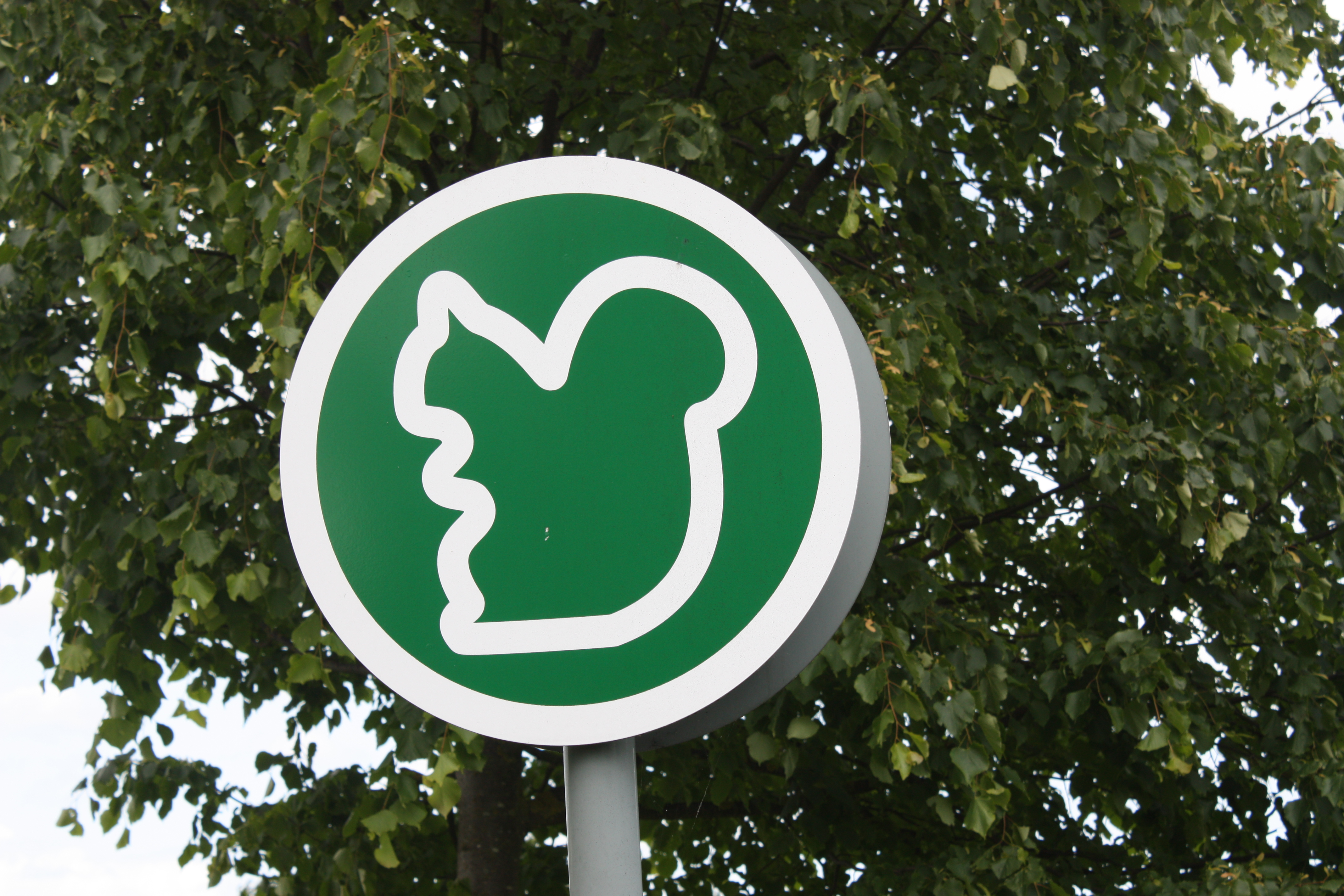
Белка

## Известность
Работы Джулиана Опи входят в постоянные коллекции Галереи Тейт, Британского музея, Музея Виктории и Альберта, Совета искусств Великобритании, Британского совета, Национальной портретной галереи Лондона, [[Миниатюра для Музей современного искусства (Нью-Йорк)	
Музей современного искусства (Нью-Йорк)|Музея современного искусства в Нью-Йорке]], Института современного искусства в Бостоне, Музея Эссля в Вене, Института современного искусства Валенсии, Израильского музея в Иерусалиме и Муниципального художественного музея Такамацу.